# USS LST-918
O USS LST-918 foi um navio de guerra norte-americano da classe LST que operou durante a Segunda Guerra Mundial.